# Dwars door Gendringen
Dwars door Gendringen (ndl., dt.: Quer durch Gendringen) war ein niederländisches Radrennen rund um den Ort Gendringen in Gelderland.
Das Rennen wurde ab 1951 zunächst als Amateurrennen ausgetragen. Ab 1997 führte die Strecke auch durch den deutschen Grenzort Anholt. Ab 1998 fand dort der Start des Rennens statt. Aus diesem Grunde nannte man das Rennen in Dwars door Gendringen/Anholt um. Der Wettkampf fand jährlich Ende August statt. In den Jahren 2003 und 2004 war das Rennen im internationalen Kaab 1995 gab es keine AMteurklasse mehr, EuropeTozrlender der Union Cycliste Internationale aufgeführt.
Im Jahr 2005 musste das für den 21. August 2005 geplante Rennen aufgrund von fehlenden Sponsorenbeiträgen auf deutscher Seite abgesagt werden; seitdem fand es nicht mehr statt.

## Palmarès
- 2004  Stefan van Dijk
- 2003  Alessandro Petacchi
- 2002  Ivan Quaranta
- 2001  Mindaugas Goncaras
- 2000  Kees Hopmans
- 1999  Jeroen Blijlevens
- 1998  Servais Knaven
- 1997  Godert de Leeuw
- 1996  Daniël Sjöberg
- 1975  Jan Huisjes
- 1963–1974 keine Austragung
- 1964  Cor Schuuring